# Nordjyske Jernbaner
Nordjyske Jernbaner ist ein dänisches Schienennahverkehrsunternehmen mit Sitz in Hjørring.

## Geschichte
Die Nordjyske Jernbane entstanden am 1. Januar 2001 durch eine Fusion der Unternehmen A/S Hjørring Privatbaner und Skagensbanen A/S. Das neu geschaffene Unternehmen wurde zunächst in kommunaler Hand gehalten und wurde am 1. Januar 2007 eine Tochtergesellschaft der Nordjyllands Trafikselskab, welche 89 % der Aktien des Unternehmens hält. Seit der Gründung wurde das Streckennetz umfassend modernisiert und der Fahrzeugpark erneuert.
Am 6. August 2017 wurde der Region Nordjütland die Verantwortung des Nahverkehrs vom Staat übertragen. Dadurch übernahmen Nordjyske Jernbaner den Regionalzugbetrieb auf der gesamten Bahnstrecke Frederikshavn–Aalborg und weiter über die Aalborg Nærbane bis Skørping von den Danske Statsbaner (DSB). Dazu wurden weitere 13 neue Alstom LINT 41-Züge beschafft, die mit den Desiro-Zügen die Relation Skagen–Skørping und Hirtshals–Hjørring bedienen. Im September 2019 wurde bekanntgegeben, dass vier weitere LINT 41 bei Alstom bestellt wurden.

## Infrastruktur
Das Unternehmen betrieb bis 2017 zwei Strecken, dies waren die Bahnstrecke Frederikshavn–Skagen mit einer Länge von 38,8 km und die Bahnstrecke Hjørring–Hirtshals zwischen Hjørring und Hirtshals mit einer Länge von 17,8 km.
Die Skagensbane wurde von der Skagensbanen A/S und die Hirtshalsbane von der A/S Hjørring Privatbaner in das neue Unternehmen eingebracht.

## Fahrzeuge

### NJJ DM
2005/05 wurden sieben Siemens Desiro für die Strecken Frederikshavn–Skagen und Hjørring–Hirtshals mit den Betriebsnummern NJJ DM 501–507 beschafft. 2008 folgte ein weiterer Triebzug dieses Typs, der im Jahre 2000 von der Helsingør–Hornbæk–Gilleleje Banen als HHGB DM 101 gekauft und 2007 als NJJ DM 508 übernommen wurde. Die A-Teile der Züge sind mit DM 541 bis DM 548 bezeichnet, die B-Teile mit DM 571 bis DM 578. Alle Triebzüge wurden 2019 mit den Namen Tordenskiold, Holger Drachmann, Anna Ancher, Thronder, Poul Dalsager, P. S. Krøyer, Knuth Becker und Bjæsk Signe.

### NJJ Lm
2016 begann die Auslieferung von 13 Alstom LINT 41-Zügen, die 2017 abgeschlossen wurde. Sie erhielten die Betriebsnummern NJJ Lm 601–613. Die 2021 ausgelieferten Triebzüge tragen die Nummer NJJ Lm 614–617. Die EVN-Nummern sind A-Teil: 95 86 6481 644-3 bis 95 86 6481 657-5 und B-Teil: 95 86 6481 674-0 bis 95 86 6481 687-2.

### NJJ 740
Anfang 2018 erwarben die Nordjyske Jernbaner die schwedische NRFAB Z70 740. Die Lok wurde 1966 als SJ Z65 574 gebaut, 1992 erhielt sie einen stärkeren Motor und wurde in die neue Baureihe SJ Z70 mit der Betriebsnummer 740 eingereiht. Über die Eigentümer Green Cargo und Nordic Re-Finance AB kam die Lok am 6. Februar 2018 in Hjørring an und wurde ab dem Zeitpunkt eingesetzt. In Dänemark erhielt sie die Betriebsnummer NJJ 740.